# Heike Drechsler
Heike Drechsler (z domu Daute, ur. 16 grudnia 1964 w Gerze) – niemiecka lekkoatletka, reprezentantka NRD i zjednoczonych Niemiec, specjalizująca się w skoku w dal oraz w biegach sprinterskich, wielokrotna mistrzyni olimpijska, świata i Europy.

## Życiorys
W swojej karierze była wielokrotną medalistką najważniejszych zawodów lekkoatletycznych. Jako jedyna w historii dwukrotnie zdobyła złoty olimpijski medal w konkurencji skoku w dal kobiet. Do roku 2000 wykonała (w czasie oficjalnych zawodów) ponad 400 skoków powyżej 7 metrów, więcej niż jakakolwiek inna lekkoatletka w historii tej dyscypliny sportu. Najdłuższy skok w karierze wykonała w roku 1988 w Neubrandenburgu, skacząc na odległość 7,48 m. W roku 1992 w Sestriere uzyskała wynik lepszy od ówczesnego rekordu świata (skoczyła 7,63 m) w skoku w dal, jednakże ten skok nie został uznany za rekord z powodu niesprzyjających warunków atmosferycznych (prędkość wiatru w czasie skoku wynosiła 2,1 m/s, przekraczając dopuszczalną wartość o 0,1 m/s). Karierę sportową zakończyła w 2002 roku.
Będąc nastolatką zapisała się do komunistycznej organizacji młodzieżowej Freie Deutsche Jugend (Wolna Młodzież Niemiecka, FDJ), zaś w 1984 została wybrana do Izby Ludowej, czyli parlamentu NRD.

## Rekordy świata w skoku w dal
- Ateny 1982: 6,98 m (w kategorii juniorów)
- Berlin 1985: 7,44 m
- Tallinn 1986: 7,45 m